# Біогенні гірські породи

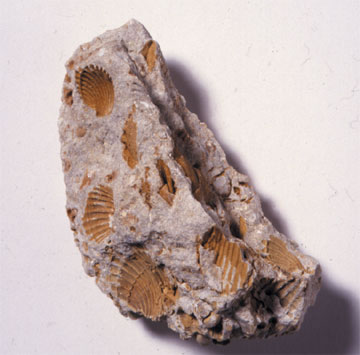
Органогенно-детритовий вапняк з відбитками черепашок молюсків

Біоге́нні гірські́ поро́ди (рос. биогенные горные породы, англ. biogenic rocks, organic rocks, biolithes; нім. biogene Gesteine, organogene Gesteine, Biolithe) — осадові гірські породи, які складаються з продуктів життєдіяльності тварин та рослин, або являють собою їх залишки, які не розклалися.

## Історія
Під час засідання секції геології та мінералогії Нью-Йоркської академії наук у 1903 році геолог Амадей Вільям Грабау (1870 – 1946) запропонував нову систему класифікації гірських порід у своїй статті «Обговорення та пропозиції щодо нової класифікації гірських порід».  У первинному підрозділі «ендогенних гірських порід» — гірських порід, утворених у результаті хімічних процесів — була категорія під назвою «біогенні гірські породи», яка використовувалася як синонім «органічних гірських порід». Іншими вторинними категоріями були «магматичні» та «водневі» породи.
У 1930-х роках німецький хімік Альфред Е. Трейбс (1899–1983) вперше виявив біогенні речовини в нафті в рамках своїх досліджень порфіринів. На основі цих досліджень у 1970-х роках відбулося збільшення дослідження біогенних речовин в осадових породах у рамках вивчення геології. Цьому сприяла розробка більш досконалих аналітичних методів і призвела до більшої співпраці між геологами та хіміками-органіками для дослідження біогенних сполук у відкладах.
Крім того, на початку 1960-х років дослідники почали досліджувати виробництво сполук мікроорганізмами в морському середовищі . До 1975 року у вивченні морської біохімії розвинулися різні напрямки досліджень. Це були «морські токсини, морські біопродукти та морська хімічна екологія». Після цього в 1994 році Теушер і Ліндеквіст у своїй книзі визначили біогенні речовини як «хімічні сполуки, які синтезуються живими організмами і які, якщо вони перевищують певні концентрації, спричиняють тимчасове чи постійне пошкодження або навіть смерть інших організмів через хімічні чи фізико-хімічні ефекти». , Biogene Gifte.

## Види
За речовинним складом виділяють
- карбонатні (вапняки коралові, форамініферові, коколітові, ракушняки та ін.),
- кременисті (діатоміт, спонголіт, радіолярит та ін.),
- фосфатні (ракушняки з фосфатних черепашок, скупчення кісток, гуано) породи, викопне вугілля та горючі сланці. Син. — біоліти.